# ایکوز
ایکوز یا Icos یک شرکت بیوتکنولوژی آمریکایی و بزرگترین شرکت زیست‌فناوری در ایالت واشنگتن ایالات متحده بود ، قبل از اینکه در سال ۲۰۰۷ به ایلای لی‌لی اند کامپنی فروخته شود. 